# 강경옥 (정치인)
강경옥(康慶玉, 1907년 11월 11일 제주 ~ 1999년 3월 10일)은 대한민국의 기업인, 정치인이다. 기업체 사장과 3선 국회의원을 지냈다.

## 약력
- 일본입명관대학 법과부 졸업
- 삼익고무공업회사 취체역 사장
- 조선타이어공업주식회사 사장
- 자유당 중앙당 산업부차장
- 중앙교육위원
- 제2대, 제3대 국회의원, 참의원 역임

## 역대 선거 결과
|  | 19.09% |

|  | 42.00% |

|  | 21.99% |

|  | 17.64% |